# 엔터테이너 (영화)
《엔터테이너》(영어: The Entertainer)는 영국에서 제작된 토니 리처드슨 감독의 1960년 싱크대 사실주의 영화이다. 로런스 올리비에 등이 출연하였고, 해리 솔츠먼 등이 제작에 참여하였다.

## 출연진
- 로런스 올리비에
- 브렌다 더밴지
- 로저 리브지
- 조앤 플로라이트
- 앨런 베이츠
- 앨버트 피니
- 찰스 그레이

## 기타 제작진
- 협력 제작: 존 크로이던
- 의상: 조슬린 리카즈

## 같이 보기
- 싱크대 사실주의